# Lomaptera aciculata
Lomaptera aciculata är en skalbaggsart som beskrevs av Heller 1899. Lomaptera aciculata ingår i släktet Lomaptera och familjen Cetoniidae. Inga underarter finns listade i Catalogue of Life.